# Agiommatus geethae
Agiommatus geethae is een vliesvleugelig insect uit de familie Pteromalidae. De wetenschappelijke naam is voor het eerst geldig gepubliceerd in 1996 door Sureshan & Narendran.